# Хорнунг, Дирк
Дирк Хо́рнунг (нем. Dirk Hornung) — немецкий кёрлингист.
В составе мужской сборной Германии участник чемпионата мира 1996 и чемпионата Европы 1990.

## Команды
| Сезон   | Четвёртый           | Третий         | Второй                | Первый                | Запасной                      | Турниры            |
| ------- | ------------------- | -------------- | --------------------- | --------------------- | ----------------------------- | ------------------ |
| 1983—84 | Джонни Яр           | Philip Seitz   | Carsten Schwartz      | Дирк Хорнунг          |                               | ЧМЮ 1984 (7 место) |
| 1990—91 | Родгер Густаф Шмидт | Philip Seitz   | Джонни Яр             | Андреас Фельденкирхен | Дирк Хорнунг, Joackim Fendske | ЧЕ 1990 (10 место) |
| 1995—96 | Джонни Яр           | Свен Гольдеман | Андреас Фельденкирхен | Тилль Томсен          | Дирк Хорнунг                  | ЧМ 1996 (9 место)  |

(скипы выделены полужирным шрифтом)